# Palm mute
Palm mute är en teknik man använder för att dämpa ljudet på en elgitarr eller elbas och få ett lite djupare ljud, men ändå med ton. Ingen svensk direktöversättning finns för denna teknik, då palm närmast betyder "handflata" och mute för "dämpning"; man lägger handen på strängarna, eller strängen (oftast den långa E-strängen), och spelar. Används en akustisk gitarr brukar detta kallas pizzicato.
Palm muting utförs vanligtvis med ett plektrum, och betecknas med P.M. i en tabulatur. Tekniken används främst inom hårdrock och heavy metal, då den bringar fram ett tungt och aggressivt pumpande ljud, frekvent förekommande i intron såväl som beståndsdelar i riff.